# Pál Hunfalvy
Pál Hunfalvy  (ur. 12 marca 1810 w Nagyszalóku, dzisiejszy Veľký Slavkov (niem.: Großschlagendorf), w ówczesnym Komitacie spiskim, na Węgrzech, obecnie Słowacja; zm. 30 listopada 1891 w Budapeszcie) – węgierski językoznawca, historyk, etnograf i pedagog. Brat Jánosa Hunfalvyego – geografa.
Urodził się w spiskoniemieckiej rodzinie, pochodzącej z Hunsdorfu (obecnie Huncovce na Słowacji), jako Paul Hunsdorfer. Dopiero w 1842 roku jego imię i nazwisko zostały zmadziaryzowane. Uczył się w liceum ewangelickim w Kieżmarku, następnie studiował w Miskolcu; dopiero tam nauczył się języka węgierskiego. Od 1838 r. adwokat. W latach 1842–1848 pracował jako profesor prawa, a od roku 1846 również jako dyrektor kieżmarskiego liceum. W latach 1848–1849 był uczestnikiem powstania węgierskiego okresu Wiosny Ludów, a w 1848 r. został wybrany posłem do węgierskiego sejmu rewolucyjnego.
Od 1841 roku był członkiem korespondentem, a od 1856 r. członkiem zwyczajnym Węgierskiej Akademii Nauk, by w 1887 r. zostać jej wiceprezesem. W 1855 r. założył czasopismo o tematyce językoznawczej „Magyar Nyelvészet” (pol. „Lingwistyka Węgierska”), a w 1862 r. czasopismo Akademii „Nyelvtudományi Közlemények” (pol. „Aktualności Językoznawcze”) o podobnym charakterze, którego redaktorem naczelnym był do roku 1878. Był również założycielem Węgierskiego Towarzystwa Etnograficznego. W 1865 r. został posłem do nowego sejmu węgierskiego, powołanego po upadku „prowizorium Schmerlinga”. 
W pracy naukowej zajmował się głównie językoznawstwem i badaniami języków ugrofińskich. To on wysunął tezę, że język węgierski należy do grupy języków ugrofińskich.

## Główne dzieła
- Aristoteles Poetikája, Pest, 1842;
- Egy vogul monda, Pest, 1859;
- Finn olvasókönyv. Első kötet. Finn olvasmányok a finn nyelvet tanulók számára. Pest, 1861;
- Reguly Antal hagyományai I. Vogul föld és nép. Pest, 1864;
- Utazás a Balt-tenger vidékein I–II. Pest, 1871;
- Kondai vogul nyelv. A' Popov fordításának alapján. Pest, 1872;
- Északi osztják nyelv. Vologodszki fordításainak és orosz–osztják szótárának alapján, tekintettel mind Castrén déli osztják grammatikájára, mind a Reguly hozta szójegyzékre s eredeti osztják énekekre. Budapest, 1875;
- Utazás a Balti-tenger vidékein, I-II. Budapest, 1875;
- Magyarország ethnographiája, Budapest, 1876;
- A székelyekről, Budapest, 1880;
- Die Ungarn oder Magyaren, Teschen, 1881;
- Az oláhok története, I-II. Budapest, 1894;